# Chibolo
Chibolo é um município da Colômbia, localizado no departamento de Magdalena.